# Região Centro
Die Região Centro ist eine portugiesische Region im Zentrum des Landes. Im Jahr 2021 verzeichnete die Region 2.227.567 Einwohner, ist damit die dritt meist bevölkerste Region von Portugal, und eine Bevölkerungsdichte von 79 Einwohnern pro km². Die Region hat eine Fläche von 28.199 km², die sich in 8 Subregionen, 100 Kreise und 972 Gemeinden unterteilen lässt. Die Hauptstadt der Region ist die Stadt Coimbra, die mit 140.796 Einwohnern in der gesamten Gemeinde und 99.792 im Stadtgebiet die größte Stadt der Region ist. Sie grenzt im Süden an die Region Alentejo, im Südwesten an die Metropolregion Lissabon, im Westen an den Atlantischen Ozean, im Norden an die Region Norte und im Osten an Kastilien und León (Spanien) und Extremadura (Spanien).

Die Region unterteilt sich in acht statistische Unterregionen:
| Subregion                 | Anzahl Kreise | Anzahl Gemeinden | Einwohner (2021) | Fläche km² | Dichte Einw./km² | LAU- Code |
| ------------------------- | ------------- | ---------------- | ---------------- | ---------- | ---------------- | --------- |
| Beira Baixa               | 6             | 59               | 80.751           | 4.614,62   | 17               | 16H       |
| Beiras e Serra da Estrela | 15            | 266              | 210.602          | 6.304,96   | 33               | 16J       |
| Médio Tejo                | 13            | 93               | 228.581          | 3.344,30   | 68               | 16I       |
| Oeste                     | 12            | 89               | 363.511          | 2.220,14   | 164              | 16B       |
| Região de Aveiro          | 11            | 74               | 367.403          | 1.692,84   | 217              | 16D       |
| Região de Coimbra         | 19            | 168              | 436.862          | 4.335,57   | 101              | 16E       |
| Região de Leiria          | 10            | 67               | 286.752          | 2.449,10   | 117              | 16F       |
| Viseu Dão-Lafões          | 14            | 156              | 252.777          | 3.237,73   | 78               | 16G       |
| Região Centro             | 100           | 972              | 2.227.239        | 28.199,26  | 79               | 16        |

Die Região Centro hat 100 Gemeinden (25,2 % aller portugiesischen Gemeinden).

## Größte Gemeinden
(Volkszählung 2001)
| Gemeinde       | Einwohner |
| -------------- | --------- |
| Coimbra        | 102.688   |
| Aveiro         | 51.024    |
| Leiria         | 41.011    |
| Castelo Branco | 31.464    |
| Marinha Grande | 28.329    |
| Viseu          | 25.742    |
| Guarda         | 25.520    |
| Covilhã        | 17.830    |
| Ovar           | 17.191    |
| Ílhavo         | 16.690    |
| Pombal         | 16.008    |

## Wirtschaft
Im Vergleich mit dem BIP der EU ausgedrückt in Kaufkraftstandards erreicht die Region Centro einen Index von 67 (EU-25:100) (2015). Im Jahr 2017 betrug die Arbeitslosenquote (laut Eurostat-Definition) 6,9 %.